# Rihards Veide
Rihards Veide (nascido em 1 de novembro de 1991) é um ciclista letão que compete no ciclismo BMX.
Veide representou seu país, Letônia, nos Jogos Olímpicos de Verão de 2012 em Londres, onde competiu na prova BMX masculino, obtendo a 13ª posição.